# 금강펜테리움 IX타워
금강펜테리움 IX타워(영어: Geumgang Penterium IX Tower)는 대한민국 경기도 화성시 영천동에 위치한 지식산업센터이다. A, B, C동으로 나누며 지상은 38층, 지하로는 2층까지 있고 높이는 183m로 되어 있다. 2018년에 착공하여 2021년에 완공하였다.

## 역사
동탄테크노밸리 도시지원시설 14블록에 들어설 예정인 건물이 2018년 3월에 분양한다고 한다. 이후 연기되었고 5월 11일에 분양이 완료되었다. 이후 착공하였고 9월 5일에 프리미엄 지원시설을 분양하고 10월에는 분양 중이다. 2021년에 완공되었고 6월 1일에 사용이 승인되었다. 완공 당시 화성시에서 가장 높은 지식산업센터가 되었다.

## 구성
| 건물     | 층수 | 용도     |
| -------- | ---- | -------- |
| A동      | 38층 | 업무시설 |
| B동      | 38층 | 업무시설 |
| C동      | 7층  | 업무시설 |
| 기숙사동 | 29층 | 기숙사   |
| 상가동   | 2층  | 상가     |

## 높이
완공 이후 화성시에서 가장 높은 지식산업센터 건물이 되었다. 현재 경기도에서 가장 높은 지식산업센터 건물이다.

## 특징
구조방식은 철근콘크리트고 난방방식은 지역냉난방이고 주차대수는 총 1,940대다. A동과 B동은 비슷한데 다른 건물은 다르다. 총 세대수는 2,701세대다. 지식산업센터는 제조시설과 업무시설과 섹션오피스라는 시설이 있다. 8층에는 옥상정원이 있다.기숙사는 기숙사동이고 코벤트가든은 상가동이다.

## 내부 시설

### A동, B동
| 층수                | 시설                          |
| ------------------- | ----------------------------- |
| 31층 ~ 38층         | 지식산업센터 (오피스)         |
| 21층 ~ 30층         | 지식산업센터 (섹션오피스)     |
| 11층 ~ 20층         | 지식산업센터 (오피스)         |
| 9층 ~ 10층          | 지식산업센터 (제조)           |
| 8층                 | 지식산업센터 (제조), 옥상정원 |
| 2층 ~ 7층           | 지식산업센터 (제조)           |
| 1층                 | 로비                          |
| 지하 2층 ~ 지하 1층 | 지하주차장                    |

### C동
| 층수                | 시설         |
| ------------------- | ------------ |
| 2층 ~ 7층           | 지식산업센터 |
| 1층                 | 로비         |
| 지하 2층 ~ 지하 1층 | 지하주차장   |

### 기숙사동
| 층수                | 시설       |
| ------------------- | ---------- |
| 2층 ~ 29층          | 기숙사     |
| 1층                 | 로비       |
| 지하 2층 ~ 지하 1층 | 지하주차장 |

## 같이 보기
- 대한민국의 마천루 목록
- 경기도의 마천루 목록
- 화성시의 마천루 목록